# Culcasia liberica
Culcasia liberica är en kallaväxtart som beskrevs av Nicholas Edward Brown. Culcasia liberica ingår i släktet Culcasia och familjen kallaväxter. Inga underarter finns listade.